# Luppé-Violles
Luppé-Violles is een gemeente in het Franse departement Gers (regio Occitanie) en telt 132 inwoners (2004). De plaats maakt deel uit van het arrondissement Condom.

## Geografie
De oppervlakte van Luppé-Violles bedraagt 7,6 km², de bevolkingsdichtheid is 17,4 inwoners per km².
De onderstaande kaart toont de ligging van Luppé-Violles met de belangrijkste infrastructuur en aangrenzende gemeenten.

## Demografie
Onderstaande figuur toont het verloop van het inwonertal (bron: INSEE-tellingen).